# De La Vergne Machine Company

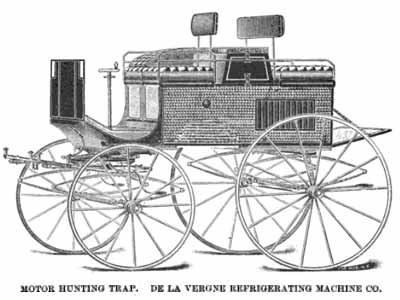
Viersitzer

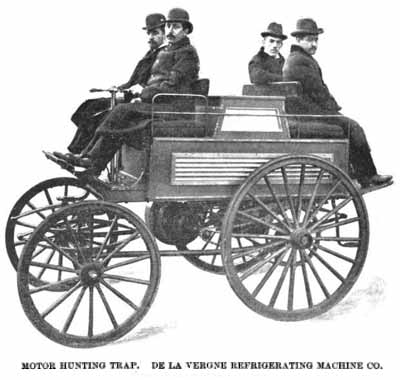
Viersitzer

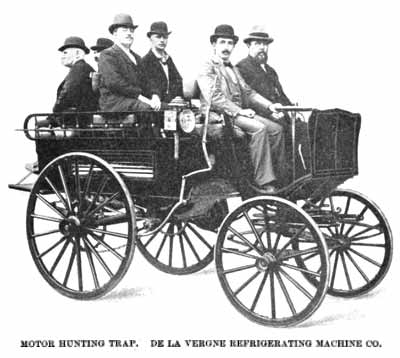
Sechssitzer

De La Vergne Machine Company, ursprünglich De La Vergne Refrigerating Machine Company, war ein US-amerikanisches Unternehmen.

## Unternehmensgeschichte
Das Unternehmen wurde am 14. Februar 1880 in New York City gegründet. Es war im Bereich Kühlmaschinen, Ottomotoren, Dieselmotoren und Dampfmotoren tätig. 1895 nahm das Unternehmen mit einem deutschen Benz am Chicago Times-Herald Contest teil. Im gleichen Jahr begann unter Leitung von John Chester De La Vergne der Vertrieb eigener Automobile und Motorräder. Der Markenname lautete De La Vergne. Produziert wurde teilweise sowohl bei Hincks & Johnson Company als auch bei Valentine, Linn & Son. Hincks & Johnson stellten wahrscheinlich die Karosserien her. Käufer waren John Jacob Astor, William Waldorf Astor, Edwin Gould, George Gould, William Havemeyer, Frederick Pabst, Jacob Rupert und William Rockefeller. Mit dem Tod von John Chester De La Vergne im Mai 1896 wurde das Fahrzeuggeschäft aufgegeben.
1897 folgte die Umfirmierung in De La Vergne Machine Company. Die William Cramp & Sons Ship & Engine Building Company übernahm 1917 das Unternehmen.

## Fahrzeuge
Vier spezielle Fahrzeuge sind bekannt. Sie ähnelten den Benz-Modellen. Ein- und Zweizylindermotoren sind überliefert. Ein Einzylindermotor hatte 2123 cm³ Hubraum mit 128 mm Bohrung und 165 mm Hub. Er leistete 2,97 PS.  Die Aufbauten wurden als Drag und Trap bezeichnet. Sie waren offen und boten Platz für vier oder sechs Personen.